# RADARSAT-1

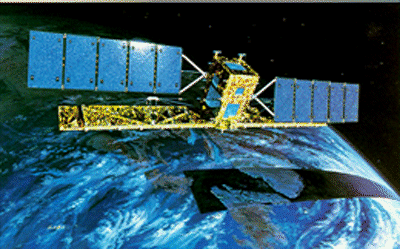
O satélite RADARSAT-1.

Radarsat-1 foi o primeiro satélite de observação da Terra do Canadá. Ele foi lançado as 14:22 UTC em 4 de Novembro de 1995 da base de Vandenberg na Califórnia, numa órbita héliosíncrona a 798 km de altitude e inclinação de 98,6 graus. Seu desenvolvimento foi feito sob a responsabilidade da Canadian Space Agency (CSA).[carece de fontes?]
Em 4 de Novembro de 2010, o Radarsat-1 comemorou 15 anos de serviço.
Em 29 de Março de 2013, o Radarsat-1 apresentou anomalias irreversíveis e passou a ser considerado como não operacional, depois de 17 anos de serviço.